# Juniperus saltuaria
Juniperus saltuaria är en cypressväxtart som beskrevs av Alfred Rehder och Ernest Henry Wilson. Juniperus saltuaria ingår i släktet enar, och familjen cypressväxter. IUCN kategoriserar arten globalt som livskraftig. Inga underarter finns listade i Catalogue of Life.